# Стрекалов, Степан Фёдорович
Степан Фёдорович Стрекалов (1728—1805) — статс-секретарь императрицы Екатерины II, тайный советник, сенатор.
С 1775 года был членом Кабинета Её Величества и делопроизводителем учрежденного при Дворе совета, а в 1784—1792 гг. — управляющим Кабинетом. Один из участников переводов из «Энциклопедии», вышедших в Москве в 1767 году.
Наибольшую известность, в значительной степени, впрочем, отрицательного характера, составил он себе как театральный деятель. Екатерина II поручила ему, по званию члена Кабинета, заведование придворным театром, в надежде на то, что он, слывший знатоком театрального искусства, поднимет состояние порученного его ведению театра до западноевропейского уровня.

Согласно РБС:

Однако, как видно из собственноручного письма к нему Императрицы от 1789 г., С. не оправдал её надежд, да и не мог оправдать: любитель удовольствий, беспечный сибарит, он едва ли был способен к какой-либо усиленной деятельности, требовавшей, как порученная ему, выдающейся энергии и инициативы. Непрактичный и нерасчетливый, он сильно запутал денежную сторону театра.
5 апреля 1797 года был награждён орденом Св. Андрея Первозванного. Умер сенатором в 1805 году и был похоронен на кладбище Александро-Невской лавры. Дети: 
- Степан  (1782—1856), генерал-лейтенант.
- Пётр (1784—10.02.1809[2]), титулярный советник, умер от простуды, похоронен в Александро-Невской лавре.
- Елена (1786—21.02.1868), жена сенатора и мемуариста П. Г. Дивова.